# Boraras
Boraras és un gènere de peixos de la família dels ciprínids i de l'ordre dels cipriniformes.

## Taxonomia
- Boraras brigittae (Vogt, 1978)[2]
- Boraras maculatus (Duncker, 1904)[3]
- Boraras merah (Kottelat, 1991)[4]
- Boraras micros (Kottelat & Vidthayanon, 1993)[5]
- Boraras urophthalmoides (Kottelat, 1991)[6][7][8][9][10][11][12]